# Ла Оротава
Ла Оротава (шп. La Orotava) град је у Шпанији у аутономној заједници Канарска Острва у покрајини Санта Круз де Тенерифе. Према процени из 2017. у граду је живело 41 294 становника.

## Становништво
Према процени, у граду је 2017. живело 41 294 становника.
| 2017.  |
| ------ |
| 41 294 |